# Oreste Menighetti
Oreste Menighetti (Casale Monferrato, 8 agosto 1916 – Padova, 15 agosto 1997) è stato un calciatore italiano, di ruolo centrocampista.

## Carriera
Giocò due stagioni in Serie A con Casale ed Alessandria.
Esordì nella massima categoria a Firenze nel 1934 in Fiorentina-Casale, all'età di 17 anni.
Fu convocato da Vittorio Pozzo nella Nazionale universitaria, che partecipò alle Olimpiadi di Berlino, nel 1936, vincendo la medaglia d’oro.